# Australische koningspalm
De Australische koningspalm (Archontophoenix alexandrae) of alexanderpalm is een tot 30 m hoge palm met een dunne stam. De kroon bestaat uit spiraalsgewijs geplaatste , overhangende, geveerde bladeren. Vooral de onderste bladeren hangen gebogen naar beneden.

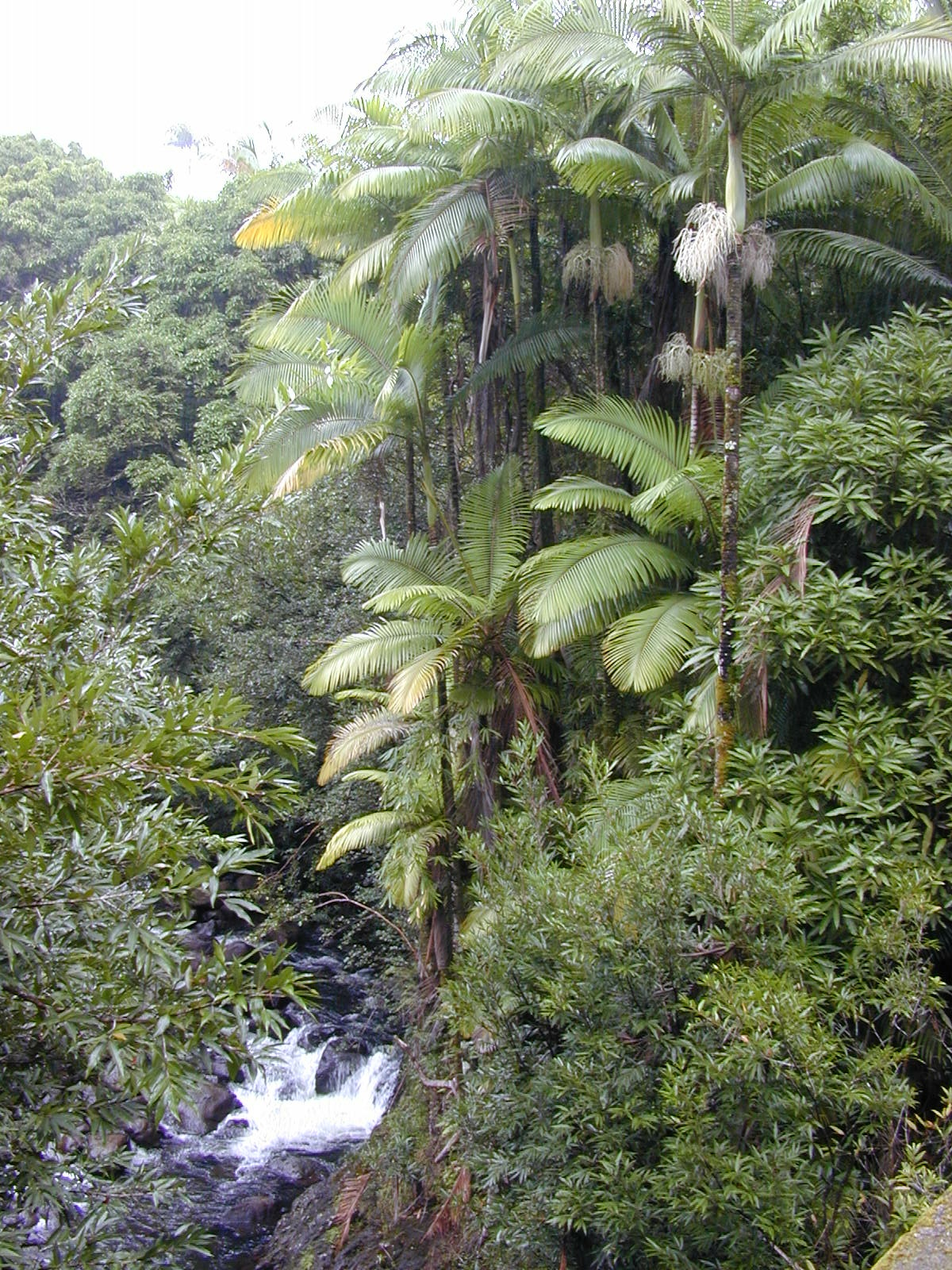
Palm op Hawaï

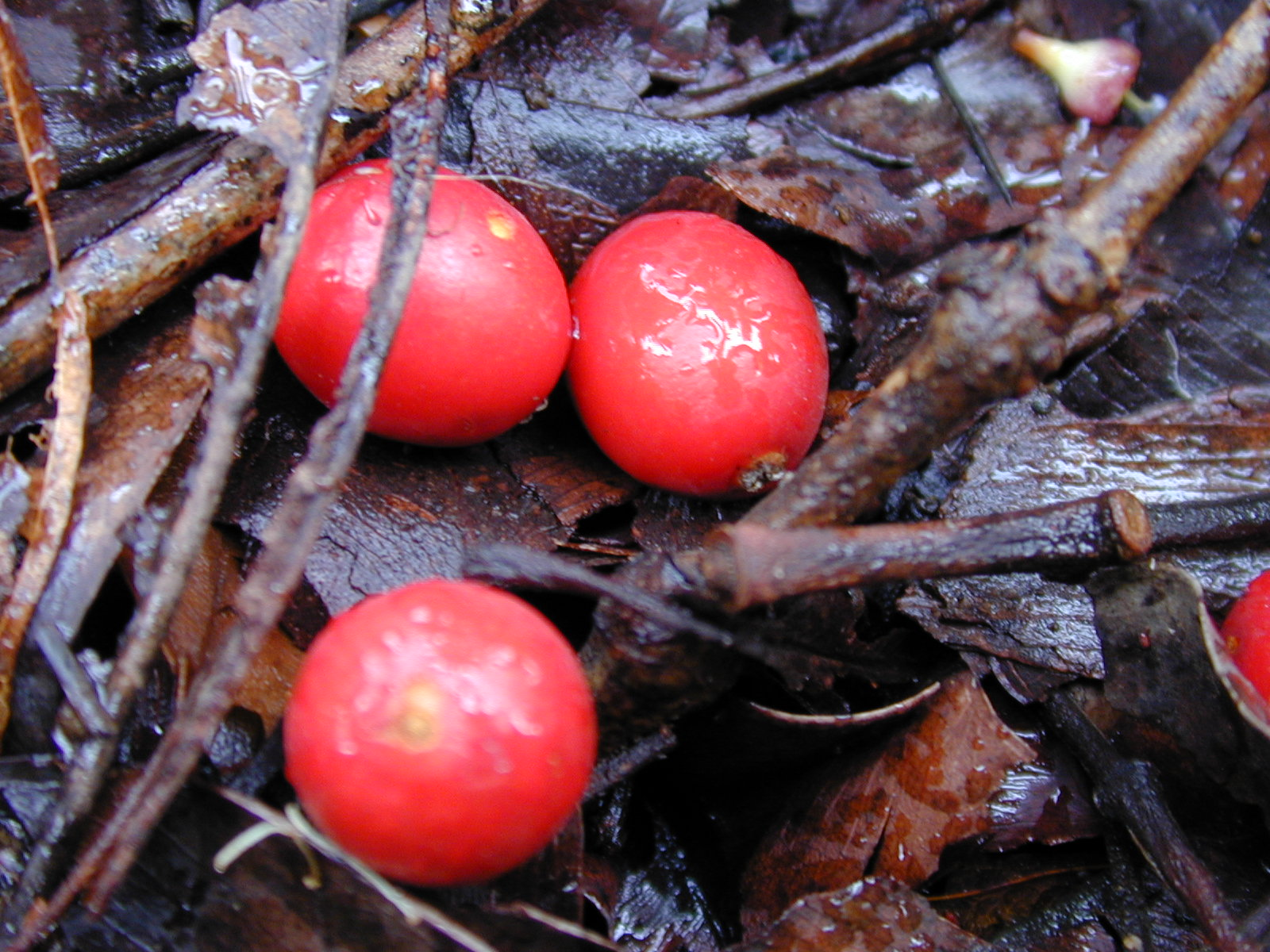
Vruchten

De bloeiwijzen staan bovenaan de grijze stam, net onder de groene bladschedenbundel. Ze zijn rijkvertakt en bestaan uit bleekgroene tot crèmekleurige bloemen. Er zijn aparte mannelijke en vrouwelijke bloemen. De vruchten zijn elliptisch, helderrood en 2 cm lang.
De Australische koningspalm is inheems in Australië. Tegenwoordig kan hij wereldwijd in tropische gebieden worden aangetroffen.